# 프란체스코 페다토
프란체스코 페다토(이탈리아어: Francesco Fedato, 1992년 10월 15일 ~ )는 세리에 C의 비스 페사로 달 1898에서 뛰는 이탈리아의 축구 선수이다.

## 클럽 경력
페다토는 베네치아의 유소년팀에서 선수 생활을 시작했다. 2012년 7월, 카타니아와 공동 계약을 맺은 바리와 500 유로에 3년 계약을 맺고 입단하였다. 페다토는 2012년 9월 25일에 2-1로 승리한 프로 베르첼리 경기에서 후보 선수로 출전하여 1군팀 데뷔전을 치렀다. 그의 데뷔 시즌, 그는 바리에서 26경기에 출전하여 6골을 넣었다. 2013년 6월 19일, 그의 공동 계약이 새로 맺어졌다..
2014년 1월 31일, 세리에 A의 팀 삼프도리아는 카타니아가 보유하고 있던 그의 50%를 획득하며, 바리에서 페다토를 영입했다. 또한 페다토는 카타니아로 복귀해 세리에 A 2013-14 시즌의 잔여 일정을 소화했다.
2014년 6월 18일, 공동 계약 거래를 재개하였다. 2014년 6월 30일, 그는 삼프도리아의 프리 시즌 훈련 캠프에 소집되었다.